# Язепс Вітолс
Я́зепс Ві́толс, (латис. Jāzeps Vītols, рос. Иосиф Иванович Витоль; 26 липня 1863, Валміера — 24 квітня 1948, Любек) — латвійський композитор і педагог.

## Життєпис
Отримав освіту в Петербурзькій консерваторії по класу композиції у Миколи Римського-Корсакова. По закінченню викладав у ній (в 1901—1918 — професор). Серед його учнів — Сергій Прокоф'єв і Микола Мясковський. Після жовтневого перевороту виїхав до Риги, де став одним з найбільших представників музичної культури незалежної Латвії. 1918 року він очолив Латвійську національну оперу, рік по тому заснував Латвійську консерваторію, у якій займав пост професора композиції й ректора (до 1944 року, з перервою в 1935—1937 роках). У його класі навчалися практично всі відомі згодом латвійські композитори, а також деякі литовські. 1944 року з окупацією Латвії радянськими військами, Вітолс емігрував у Німеччину, де й провів останні чотири роки життя.
Вітолс — автор перших у латиській музики творів у жанрі симфонії (1888), фортепіанної сонати (1885), струнного квартету (1899). Синтезувавши впливи європейської і російської музики кінця XIX століття, композитор також використав у своїх творах елементи латиського музичного фольклору. У творчому доробку також вокальні твори, більше 100 хорів без супроводу тощо.